# 15 octobre 2011
Le samedi 15 octobre 2011 est le 288e jour de l'année 2011.

## Décès
- Agnès Planchais (née le 16 août 1924), militante associative et féministe
- Donald Dunstan (né le 18 février 1923), général de corps d'armée de l'armée australienne
- Gerald Shapiro (né le 23 août 1950), écrivain américain
- Jacques Chapus (né le 26 septembre 1922), journaliste français
- Pierre Mamboundou (né le 6 novembre 1946), homme politique gabonais

## Événements
- Diffusion du téléfilm Le Garçon qui criait au loup
- première journée mondiale des Indignés.
- Inauguration du premier Centre LGBTI (lesbien, gay, bisexuel-le, transgenre, intersexe) de France par le maire de Strasbourg ;